# Tour du Poitou-Charentes 2009
Il Tour du Poitou-Charentes 2009, ventitreesima edizione della corsa, si svolse dal 25 al 28 agosto 2009 su un percorso di 677 km ripartiti in 5 tappe, con partenza da Châtelaillon-Plage e arrivo a Poitiers. Fu vinto dallo svedese Gustav Erik Larsson della Team Saxo Bank davanti all'australiano Brett Lancaster e al francese David Lelay.

## Tappe
| Tappa  | Data      | Percorso                                                  | km    | Vincitore di tappa  | Leader cl. generale |
| ------ | --------- | --------------------------------------------------------- | ----- | ------------------- | ------------------- |
| 1ª     | 25 agosto | Châtelaillon-Plage > Aigre                                | 185,5 | Anthony Ravard      | Anthony Ravard      |
| 2ª     | 26 agosto | Rouillac > Saint-Maixent-l'École                          | 183,5 | Jimmy Casper        | Anthony Ravard      |
| 3ª     | 27 agosto | Monts-sur-Guesnes > Monts-sur-Guesnes (cron. individuale) | 22,6  | Gustav Erik Larsson | Gustav Erik Larsson |
| 4ª     | 27 agosto | Monts-sur-Guesnes > Loudun                                | 98,5  | Thor Hushovd        | Gustav Erik Larsson |
| 5ª     | 28 agosto | Pôle Économique Atlansèvre > Poitiers                     | 186,9 | Heinrich Haussler   | Gustav Erik Larsson |
| Totale | Totale    | Totale                                                    | 677   |                     |                     |

## Dettagli delle tappe

### 1ª tappa
- 25 agosto: Châtelaillon-Plage > Aigre – 185,5 km

| Pos. | Corridore      | Squadra    | Tempo    |
| ---- | -------------- | ---------- | -------- |
| 1    | Anthony Ravard | Agritubel  | 4h18'34" |
| 2    | Sébastien Joly | FDJ        | s.t.     |
| 3    | Jérôme Pineau  | Quick Step | s.t.     |

| Pos. | Corridore      | Squadra    | Tempo    |
| ---- | -------------- | ---------- | -------- |
| 1    | Anthony Ravard | Agritubel  | 4h18'15" |
| 2    | Sébastien Joly | FDJ        | a 13"    |
| 3    | Jérôme Pineau  | Quick Step | a 15"    |

### 2ª tappa
- 26 agosto: Rouillac > Saint-Maixent-l'École – 183,5 km

| Pos. | Corridore      | Squadra           | Tempo    |
| ---- | -------------- | ----------------- | -------- |
| 1    | Jimmy Casper   | Besson Chaussures | 4h10'58" |
| 2    | Jeremy Hunt    | Cervélo           | s.t.     |
| 3    | Guillaume Blot | Cofidis           | s.t.     |

| Pos. | Corridore      | Squadra    | Tempo    |
| ---- | -------------- | ---------- | -------- |
| 1    | Anthony Ravard | Agritubel  | 8h29'15" |
| 2    | Sébastien Joly | FDJ        | a 13"    |
| 3    | Jérôme Pineau  | Quick Step | a 14"    |

### 3ª tappa
- 27 agosto: Monts-sur-Guesnes > Monts-sur-Guesnes (cron. individuale) – 22,6 km

| Pos. | Corridore           | Squadra   | Tempo  |
| ---- | ------------------- | --------- | ------ |
| 1    | Gustav Erik Larsson | Saxo Bank | 28'29" |
| 2    | David Lelay         | Agritubel | a 25"  |
| 3    | Brett Lancaster     | Cervélo   | a 32"  |

| Pos. | Corridore           | Squadra   | Tempo    |
| ---- | ------------------- | --------- | -------- |
| 1    | Gustav Erik Larsson | Saxo Bank | 8h58'13" |
| 2    | Brett Lancaster     | Cervélo   | a 32"    |
| 3    | David Lelay         | Agritubel | a 33"    |

### 4ª tappa
- 27 agosto: Monts-sur-Guesnes > Loudun – 98,5 km

| Pos. | Corridore           | Squadra           | Tempo    |
| ---- | ------------------- | ----------------- | -------- |
| 1    | Thor Hushovd        | Cervélo           | 2h18'48" |
| 2    | Jimmy Engoulvent    | Besson Chaussures | a 4"     |
| 3    | Christophe Le Mével | FDJ               | s.t.     |

| Pos. | Corridore           | Squadra   | Tempo     |
| ---- | ------------------- | --------- | --------- |
| 1    | Gustav Erik Larsson | Saxo Bank | 11h17'10" |
| 2    | Brett Lancaster     | Cervélo   | a 32"     |
| 3    | David Lelay         | Agritubel | a 33"     |

### 5ª tappa
- 28 agosto: Pôle Économique Atlansèvre > Poitiers – 186,9 km

| Pos. | Corridore         | Squadra           | Tempo    |
| ---- | ----------------- | ----------------- | -------- |
| 1    | Heinrich Haussler | Cervélo           | 4h18'34" |
| 2    | Michel Kreder     | Rabobank          | s.t.     |
| 3    | Jérémie Galland   | Besson Chaussures | a 2"     |

| Pos. | Corridore           | Squadra   | Tempo     |
| ---- | ------------------- | --------- | --------- |
| 1    | Gustav Erik Larsson | Saxo Bank | 15h35'46" |
| 2    | Brett Lancaster     | Cervélo   | a 29"     |
| 3    | David Lelay         | Agritubel | a 33"     |

## Classifiche finali

### Classifica generale
| Pos. | Corridore           | Squadra           | Tempo     |
| ---- | ------------------- | ----------------- | --------- |
| 1    | Gustav Erik Larsson | Team Saxo Bank    | 15h35'46" |
| 2    | Brett Lancaster     | Cervélo TestTeam  | a 29"     |
| 3    | David Lelay         | Agritubel         | a 33"     |
| 4    | Nicolas Rousseau    | Ag2r-La Mondiale  | a 37"     |
| 5    | Dries Devenyns      | Quick Step        | a 40"     |
| 6    | Heinrich Haussler   | Cervélo TestTeam  | a 41"     |
| 7    | Tony Gallopin       | Auber '93         | a 57"     |
| 8    | Michel Kreder       | Rabobank          | s.t.      |
| 9    | Lilian Jégou        | Bretagne-Schuller | a 58"     |
| 10   | Sergej Fuchs        | Rabobank          | a 1'04"   |